# Paris Hilton’s My new BFF
Paris Hilton’s My new BFF (Mein neuer bester Freund), kurz  My new BFF (= best friend forever) ist eine US-amerikanische Reality-Show, in der Paris Hilton einen neuen besten Freund sucht. 16 Frauen und zwei Männer kämpfen in verschiedenen Wettkämpfen und Aufgaben darum, der neue Freund des It-Girls zu werden.

## Hintergrund

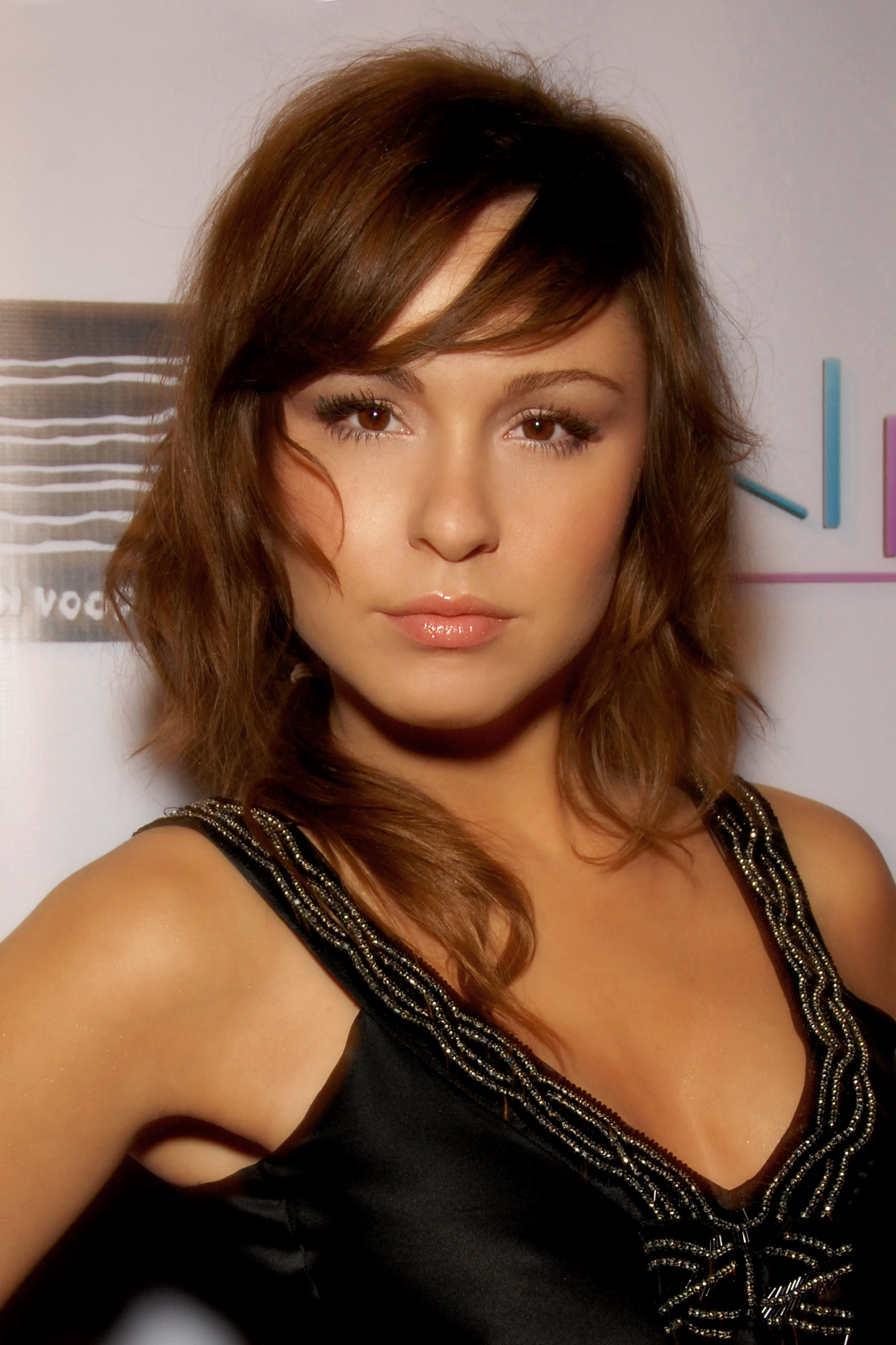
Gewinnerin der amerikanischen Version Brittany Flickinger

Bereits Anfang des Jahres 2008 wurde bekannt, dass der Musiksender MTV eine Reality-Show mit Hilton plant, in der sie einen neuen besten Freund sucht. Die Show wurde von September bis Dezember 2008 in den Vereinigten Staaten ausgestrahlt. Während der letzten Episode am 2. Dezember 2008 wurde die Gewinnerin Brittany Flickinger bekanntgegeben.
Am 6. Januar 2009 wurde die Show erstmals in Deutschland ausgestrahlt.
2009 gab die New York Post bekannt, dass Paris Hilton den Vertrag für eine zweite Staffel der US-amerikanischen Version unterschrieben hat.

### Britische Version
Wegen der hohen Zuschauerzahlen in den USA wurde Ende 2008 eine britische Version der Show in London gedreht, in der Hilton einen neuen besten britischen Freund sucht. Die Show heißt Paris Hilton's British Best Friend und wird seit Ende Januar 2009 in Großbritannien ausgestrahlt.'

### Deutsche Version
Im Herbst 2009 zeigte ProSieben eine ähnliche Sendung mit Model Gina-Lisa Lohfink. Lohfink suchte dabei ebenfalls einen neuen besten Freund. Die Show trug den Namen Gina-Lisa's Best Buddy und wurde im We Are Family!-Block ausgestrahlt.